# París-Tours 1989
La París-Tours 1989 fou la 83a edició de la clàssica París-Tours. Es disputà el 8 d'octubre de 1989 i el vencedor final fou el neerlandès Jelle Nijdam de l'equip Superconfex-Yoko.
Era l'onzena cursa de la Copa del Món de ciclisme de 1989

## Classificació general
|    | Ciclista                  | Equip                  | Temps      |
| -- | ------------------------- | ---------------------- | ---------- |
| 1  | Jelle Nijdam (NED)        | Superconfex-Yoko       | 7h 11' 42" |
| 2  | Eric Vanderaerden (BEL)   | Panasonic-Isostar      | m. t.      |
| 3  | Johan Museeuw (BEL)       | AD Renting             | m. t.      |
| 4  | Rolf Sørensen (DEN)       | Ariostea               | m. t.      |
| 5  | Adriano Baffi (ITA)       | Ariostea               | m. t.      |
| 6  | Sammie Moreels (BEL)      | Lotto-Vitus            | m. t.      |
| 7  | Seán Kelly (IRL)          | PDM-Concorde           | m. t.      |
| 8  | Marcel Wüst (GER)         | RMO-Mavic              | m. t.      |
| 9  | Guido Bontempi (ITA)      | Carrera Jeans-Vagabond | m. t.      |
| 10 | Jean-Claude Colotti (FRA) | RMO-Mavic              | m. t.      |